# ファンタテニス
ファンタテニス (FANTA TENNIS) は、韓国のオンラインゲーム。

## 概要
ソリッドネットワークスが運営していたオンラインの3Dテニスゲームである。2006年12月14日のオープンβテストを経て、同年12月21日より正式サービスが開始された。基本プレイは無料で、アイテム課金制を取っていた。ファンタジーの世界「ファンタランド」で行われる「ファンタテニス」が舞台。2 - 4人がオンラインで対戦できる。
2010年10月29日に日本でのサービスを終了した。

## キャラクター
ニキ (Niki)
12歳の男性。小学生。ルンルンの魔法で魂だけファンタランドに呼び寄せられる。大道師アイリスに会うためにファンタテニスに参加することを決意する。
ルンルン（LunLun、CV：咲乃藍里）
13歳の女性。見習い魔法使い。ニキの魂をファンタランドに呼び寄せた張本人。ニキを人間界に戻すためにファンタテニスに参加する。
ルーシー (Lucy)
20歳の女性。海賊。ほしいものを手に入れるためファンタテニスに参加する。
ダンピル (Dhanpir)
520歳の男性。ヴァンパイア。ファンタテニスに参加する理由は優勝者への褒賞目的。
シュア (shua)
22歳の女性。ハーフエルフ。自分の出生の秘密と、何度も同じ夢を見る理由を知るために、ファンタテニスに参加する。
プティ (Putie)
15歳の女性。アリム族。父親の病気を治すためファンタテニスに参加する。